# Mont Karasuba
Le mont Karasuba (烏場山, Karasuba-yama) est une colline de 266 m d'altitude sur le territoire des villes de Minamibōsō et Kamogawa dans la préfecture de Chiba au Japon. C'est l'un des reliefs du district de montagne de Mineoka (en) des collines de Bōsō. Les kanjis utilisés pour écrire le nom Karasuba, 烏 et 場 signifient respectivement « corbeau » et « endroit ».
Le mont Karasuba est couvert d'une laurisylve, type de forêt de laurier que l'on trouve dans les zones subtropicales. Il existe également de nombreux spécimens de Lithocarpus edulis et de Castanopsis sudajii, hêtre à feuillage persistant. La zone autour du district Minamibōsō d'Osawara est propice à la floriculture et il y a beaucoup de champs de fleurs au pied du mont Karasuba, même en hiver.